# Leonor Marzano
Leonor Marzano (Laguna Paiva, 24 de octubre de 1925-Córdoba, 12 de enero de 1991) conocida también como La Leo fue una artista musical, compositora y música, conocida por ser integrante del primer grupo de cuarteto de la historia, el Cuarteto Característico La Leo (también conocido como Cuarteto Característico Leo) y ser la creadora del tunga-tunga, característica esencial de ese género, consistente en darle prioridad a la marcación rítmica de la mano izquierda en el piano.

## Biografía

### Infancia
Leonor nació en Laguna Paiva, provincia de Santa Fe, siendo única hija, el 24 de octubre de 1921, y ya desde temprana edad mostraba sus dotes musicales. A los 9 años falleció su madre y fue criada por su padre, el músico Augusto Marzano, con el que se trasladó a la ciudad de Córdoba para instalarse definitivamente. Desde sus diez años estudiaba en conservatorios de música y sabía tocar el piano.

### Tunga-Tunga
Con 11 años, una tarde como todas las demás, Leonor puso en práctica un acorde que sería vital para la música popular de Córdoba en los años posteriores, imitando con el piano los tonos del contrabajo de su padre. Luego suma un acordeón, para ayudar, y el resultado de esos acordes es una música muy pegadiza y bailable. Luego, le muestra a su padre su hallazgo musical que a futuro cambiaría para siempre la música popular argentina.

## Cuarteto Característico Leo
El 4 de junio de 1943, Augusto deja su banda "Los Bohemios" para formar su propia banda llamada Cuarteto Característico La Leo en honor a su hija y al nuevo ritmo "saltarín" de su piano, que posterior al fallecimiento de Leonor sería popularmente conocido como Tunga Tunga.
 

Comenzaron inicialmente Augusto y Leonor como únicos integrantes de la banda con el contrabajo y piano como respectivos instrumentos. Después de forzados intentos de sumar al acordeonista Miguel Gelfo, este finalmente se suma a la banda. Tiempo después se sumaría José María Salvador Saracho al cuarteto, con el violín como instrumento. 

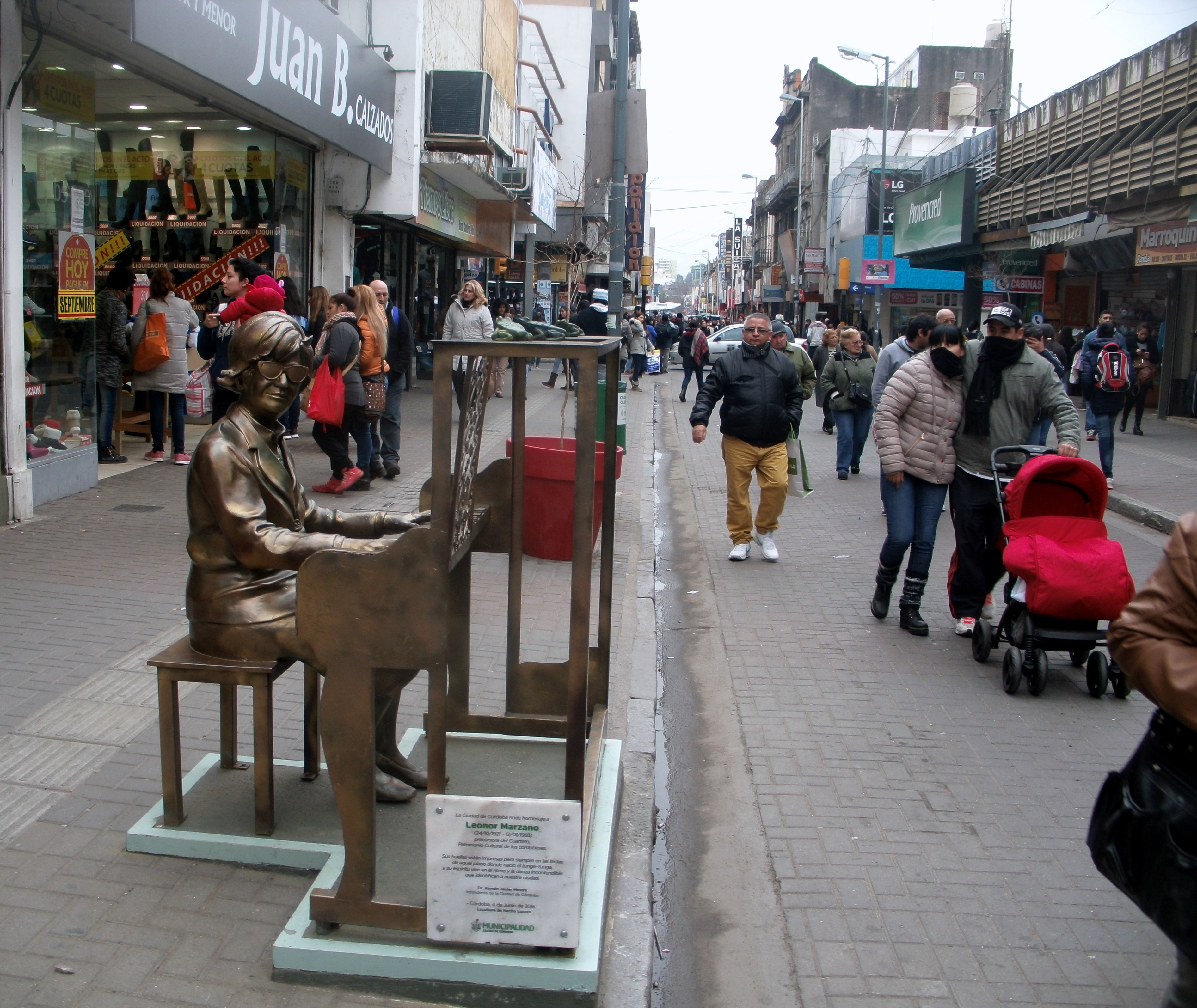
Monumento a la artista en el centro de la ciudad de Córdoba Capital.

Ya con el grupo conformado empiezan las presentaciones en fiestas, por bajas pagas pero con un crecimiento marcado presentación a presentación en fiestas rurales y casas de familia, donde en ese tiempo eran muy comunes los bailes y el Cuarteto Característico La Leo era un atractivo singular, sobre todo porque todos querían ver a Leonor y su "piano saltarín", tanto así que era conocida como "La señora que toca el piano". 
En 1948 era tan grande la fama del grupo en zonas rurales con el nuevo ritmo sumado a la perfección asombrosa de Leonor para interpretar los clásicos, que le ofrecen grabar su primer trabajo discográfico. Fue después de una fiesta que el inglés Franz Schubert le ofrece a Augusto grabar su primer disco. Luego de aceptar la propuesta, el grupo graba su primer disco pasta y compra doscientas copias para difundir el nuevo material en sus presentaciones, pero quedaron sorprendidos al ver que en una noche vendieron todas las copias y muchos también se fueron con las manos vacías, por lo que notaron que la demanda del público era tan grande que harían rodar su segundo material discográfico con mayor ganancia económica, al punto que Augusto deja su trabajo en el Ferrocarril para vender discos del cuarteto. La difusión de su música en radios y calesitas de barrio provocó una expansión de la fama del grupo por lo que para entonces toda Córdoba conocía y bailaba la música del grupo.